# Ted Hughes

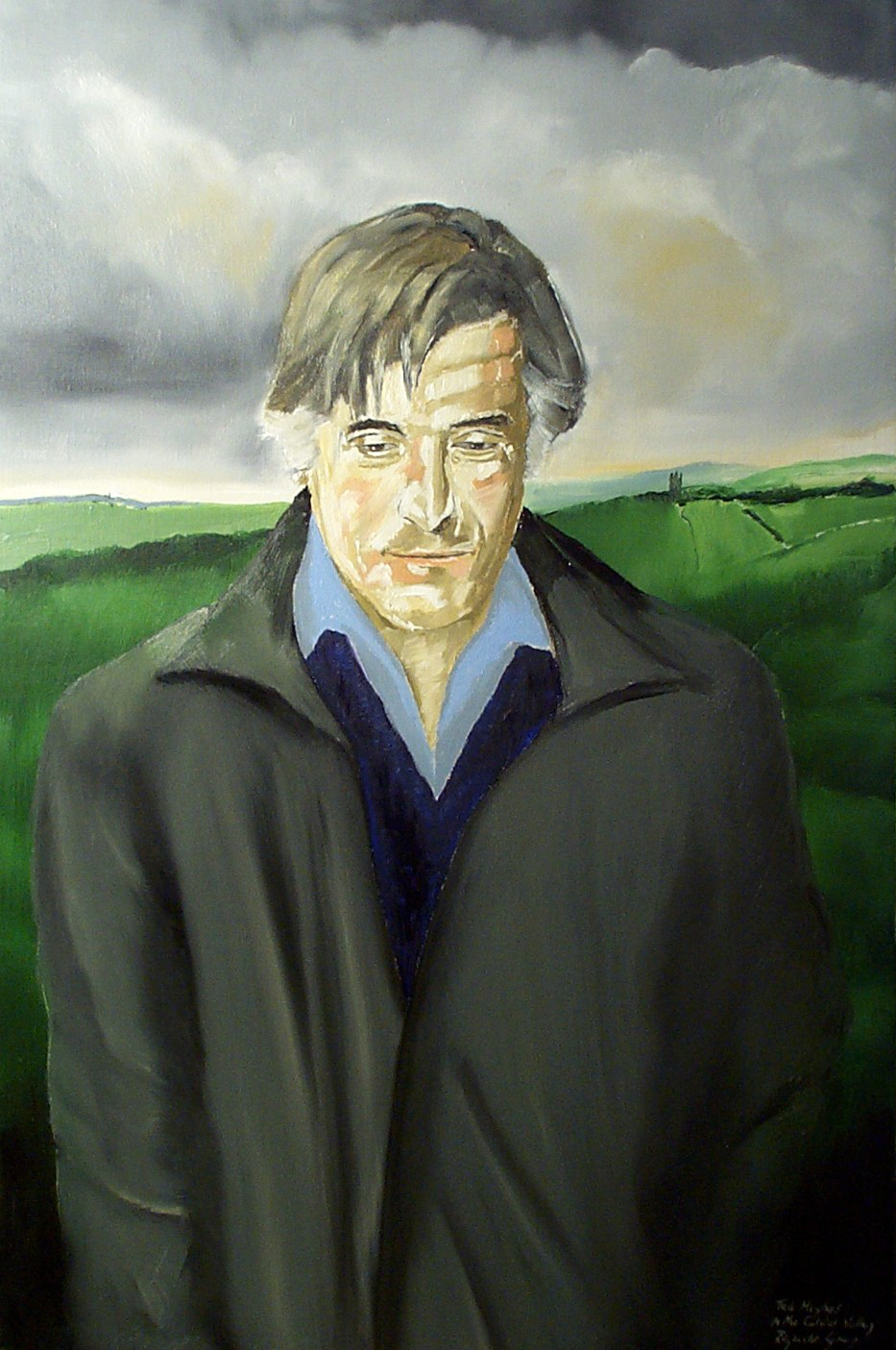
Ted Hughes

Edward James (Ted) Hughes (Mytholmroyd, Yorkshire, 17 augustus 1930 – North Tawton, Devon, 28 oktober 1998) was een Engels dichter en schrijver van kinderboeken.

## Leven
Ted Hughes was de zoon van William Henry en Edith. Hij had een 10 jaar oudere broer en een twee jaar oudere zus.
Hughes studeerde Engels, antropologie en archeologie in Cambridge. Hier ontmoette hij zijn latere vrouw, de dichteres Sylvia Plath. Zij trouwden in 1956 en gingen in 1962 uit elkaar. Zij kregen twee kinderen. Plath pleegde in 1963 zelfmoord. Omtrent Plaths zelfmoord en Hughes' mogelijke verantwoordelijkheid hiervoor werd en wordt nog steeds wild gespeculeerd. Ted Hughes werd na haar dood eigenaar van Plaths literaire erfgoed. Hij keek nauw toe op alle postume publicaties en vernietigde een deel van haar dagboek dat de herinneringen van de laatste drie jaar van hun leven samen bevatte.
In 1969 pleegde Assia Wevill, die toen Hughes' vriendin was, eveneens zelfmoord (nota bene op dezelfde wijze als Plath), na eerst hun vierjarige dochter Alexandra Tatiana Elise ("Shura") gedood te hebben. In 1970 trouwde Hughes met verpleegster Carol Orchard. Ze bleven getrouwd tot aan Hughes' dood in 1998. Hij stierf aan de gevolgen van leverkanker.

## Werk
Hughes wordt beschouwd als een van de beste dichters van zijn generatie, hoewel er twijfel bestaat over zowel zijn techniek als intellect. Na het overlijden van John Betjeman werd hij in 1984 benoemd tot Poet Laureate. Hij zou de benoeming hebben gekregen nadat Philip Larkin weigerde omdat die zich er literair niet meer toe in staat achtte.
Met zijn eerste gedichtenbundel, The Hawk in the Rain (1957), vestigde hij de aandacht op zich. Zijn werk is dan sterk gericht op de natuur, die gezien wordt als hard en meedogenloos en waarvan de mens met zijn dierlijke eigenschappen slechts een onderdeel uitmaakt. 
In 1959 won hij de Galbraith Prize.
Zijn latere werk staat meer in het licht van de mythe en de bardtraditie. Tot zijn belangrijkste werken behoort dan zeker Crow uit 1970. De hoofdfiguur is de kraai, die zowel menselijke, morele eigenschappen als de wrede maar eeuwige natuur in zich verenigt. In Tales from Ovid (1997) geeft hij de lezer een selectie van vrije vertalingen van de Metamorphosen van Ovidius.
In Birthday Letters (1998) doorbrak hij eindelijk enkele mysteries rondom zijn relatie met Sylvia Plath en haar dood. Het is een weergave van zijn gedrag uit die periode en Hughes geeft ook enkele aspecten weer uit hun relatie. Het boek werd bekroond in het jaar van uitgave met de 'Forward Poetry Prize' voor de beste bundel.
Naast zijn gedichten en kinderboeken schreef Hughes operalibretto's. Op zijn boek The Iron Man baseerde Pete Townshend de rockopera van die naam. Ook de animatiefilm 'The Iron Giant' was op dit boek gebaseerd. Tevens redigeerde hij verscheidene bloemlezingen.
In 2003 verscheen postuum de 'Collected Poems', waarin al Hughes' gedichten werden samengebracht.
De Nederlandse auteur Connie Palmen schreef in 2015 de roman "Jij zegt het" als ware het een autobiografie van Ted Hughes over zijn relatie met Sylvia Plath

## Selecte bibliografie

### Gedichten
- (1957) The Hawk in the Rain
- (1960) Lupercal
- (1967) Wodwo
- (1970) Crow: from the life and songs of the crow
- (1977) Gaudete
- (1979) Moortown Diary
- (1979) Remains of Elmet
- (1986) Flowers and Insects
- (1989) Wolfwatching
- (1992) Rain-charm for the Duchy
- (1994) New Selected Poems 1957-1994
- (1997) Tales from Ovid
- (1998) Birthday Letters

### Kinderboeken
- How the Whale Became
- Meet my Folks!
- The Earth-Owl and Other Moon-people
- Nessie the Mannerless Monster
- The Coming of the Kings
- The Iron Man
- Moon Whales
- Season Songs
- Under the North Star
- Ffangs the Vampire Bat and the Kiss of Truth
- Tales of the Early World
- The Iron Woman
- The Dreamfighter and Other Creation Tales
- Collected Animal Poems
- Shaggy and Spotty

- Bibsys: 90073946
- Biblioteca Nacional de España: XX874418
- Bibliothèque nationale de France: cb11907956n (data)
- Catàleg d'autoritats de noms i títols de Catalunya: 981058512225606706
- CiNii: DA0035555X
- Digitale Bibliotheek voor de Nederlandse Letteren: hugh007
- Gemeinsame Normdatei: 11855459X
- International Standard Name Identifier: 0000 0001 2103 7150
- Library of Congress Control Number: n79133824
- Nationale Bibliotheek van Letland: 000023211
- MusicBrainz: 611500c1-e185-4657-a08d-aad08dcb00f0
- Bibliotheek van het Japanse parlement: 00443978
- Nationale Bibliotheek van Tsjechië: jn19990003737
- Nationale bibliotheek van Australië: 35212225
- Nationale Bibliotheek van Israël: 987007262870805171
- Nationale Bibliotheek van Polen: a0000001658860
- Nationale en Universitaire bibliotheek Zagreb: 000006494
- Nederlandse Thesaurus van Auteursnamen: 068768591
- Réseau des bibliothèques de Suisse occidentale: 02-A003388841
- LIBRIS: 219700
- SNAC: w62n549k
- Système universitaire de documentation: 026927497
- Trove: 867438
- Virtual International Authority File: 108232871
- WorldCat: E39PBJgCHtfFTkFBRbX4hJyWXd

Gulielmus Peregrinus · Geoffrey Chaucer · John Kay · Bernard André van Toulouse · John Skelton · Edmund Spenser · Samuel Daniel · Ben Jonson · William Davenant · John Dryden · Thomas Shadwell · Nahum Tate · Nicholas Rowe · Laurence Eusden · Colley Cibber · William Whitehead · Thomas Warton · Henry James Pye · Robert Southey · William Wordsworth · Alfred Tennyson · Alfred Austin · Robert Bridges · John Masefield · Cecil Day-Lewis · John Betjeman · Ted Hughes · Andrew Motion · Carol Ann Duffy